# Mkokotoni
Mkokotoni est un gros village de pêcheurs de l'île d'Unguja en Tanzanie. Il compte un peu moins de 3 000 habitants. C'est le centre administratif de la région d'Unguja Nord. 

## Géographie
Des découvertes archéologiques attestent que Mkokotoni était un des principaux ports commerciaux de l'île avant l'arrivée des européens, mais il est aujourd'hui largement éclipsé par les villes voisines.